# Ивар Вильскман
Ивар Эдвард Вильскман (фин. Ivar Edvard Wilskman; 26 февраля 1854, Тёюся, Великое княжество Финляндское, Российской империи — 10 апреля 1932, Хельсинки) — финский антрополог, спортивный педагог, профессор, гимнаст. Считается зачинателем финского спорта.

## Биография
Родился в семье священника. Рано остался сиротой. В 1873 году окончил Шведский лицей Васа . Затем изучал математику и физику в Хельсинкском университете.
В 1883—1918 годах И. Вильскман работал учителем в финском нормальном лицее в Хельсинки.
Стал новатором в развитии физического воспитания в Финляндии. Основал первую финноязычную ассоциацию гимнастики Turnarit (1878).

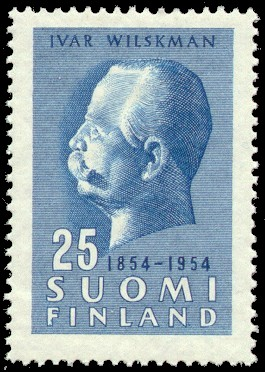
Почтовая марка Финляндии, посвящённая 100-летнему юбилею профессора Ивара Вильскмана. 1954

В 1906 году был инициатором и сыграл важную роль в формировании финского спортивного гимнастического союза. Был его первым председателем (до 1914).
Автор учебного пособия и учебника по физическому воспитанию, основатель спортивной прессы на финском языке, инициатор деятельности гимнастического союза и инспектор по школьной гимнастике.
За время Первой мировой войны производил в Финляндии обширные работы по исследованию физического типа населения. Изучал преимущественно детей. Начало этих работ относится ещё к 1914 году и было предпринято Иваром Вильскманом над детьми городских и частных школ, которые были измерены в количестве 56 000 человек мужского пола и более чем 60 000 — женского пола в возрасте от семи до двадцати лет. Измерялись рост, окружность груди и вес тела. Автор опубликовал на финском языке два сообщения о своих исследованиях: одно в 1916 г. об особях мужского пола, другое в 1920 году о девочках и женщинах.
В 1920 году получил звание профессора.
Похоронен на кладбище Хиетаниеми в Хельсинки.

## Избранные труды
- Idrotten i Finland (3 т., 1903-06)
- Muistelmani (1929)